# Werner Buxa
Werner Max Arthur Buxa (* 16. Oktober 1916 in Memel; † 20. Mai 1998 in Ölbronn-Dürrn) war ein deutscher Offizier und Autor.

## Leben
Buxa wurde während des Ersten Weltkrieges als Sohn eines preußischen Leutnants geboren. Im Dritten Reich war er HJ-Führer. Er wurde als Frontoffizier der Wehrmacht im Zweiten Weltkrieg mehrfach ausgezeichnet.
1943 heiratete er; das Paar bekam fünf Kinder: drei Söhne, der älteste starb noch am Tage der Geburt, und zwei Töchter.
Der Bundeswehr gehörte Buxa zuletzt als Oberstleutnant der Reserve an. Von 1970 bis 1973 war Buxa Kommandeur des Jägerbataillons 752 der Bundeswehr, das dem VBK 52 in Karlsruhe unterstand.
Buxa lebte zuletzt in Baden-Württemberg und starb am 20. Mai 1998 in Ölbronn-Dürrn.

## Auszeichnungen
- Medaille zur Erinnerung an den 1. Oktober 1938 mit Spange Prager Burg
- Eisernes Kreuz (1939) II. und I. Klasse
- Verwundetenabzeichen (1939) in Silber
- Infanterie-Sturmabzeichen in Silber
- Nahkampfspange in Bronze
- Medaille Winterschlacht im Osten 1941/42
- Deutsches Kreuz in Gold am 19. August 1944[4]
- Ritterkreuz des Eisernen Kreuzes am 23. März 1945[4]
- Ärmelband Kurland
- 1991: Verdienstkreuz 1. Klasse der Bundesrepublik Deutschland[5]
- Verdienstmedaille des Landes Baden-Württemberg
- 1991 erhielt er den Preußenschild, die höchste Auszeichnung der Landsmannschaft Ostpreußen

## Publikationen

### Bücher
- Weg und Schicksal der 11. Infanterie-Division., 1952 [Neuauflage 2004, ISBN 3-89555-183-X, ISBN 978-3-89555-183-3].
- Die deutsche Infanterie 1939–1945. (zusammen mit Erich von Manstein und Harry Hoppe[6]), Bad Nauheim (Podzun-Verlag) 1967.
- Knobelbecher und Stahlhelm. Infanterie erzählt. Podzun, Dornheim 1971.
- Wir Ostpreußen zuhaus. Das war das Leben zwischen Memel und Weichsel. zusammen mit Hans-Ulrich Stamm, 1972 [Neuauflage 1983, ISBN 3-7909-0004-4].
- Der Kampf am Wolchow und um Leningrad 1941–1944. Dorheim (Podzun-Verlag) 1969.
- Bilder aus Ostpreußen. Augsburg (Weltbild-Verlag) 1990 ISBN 978-3-89350-098-7 [Neuauflage 2000, ISBN 3-89555-303-4].

### Aufsätze
- Die Spur führte nach Tawe. In: Heimatbrief der Kreisgemeinschaft Elchniederung e. V. Nr. 21 (1989), Seite 64[7]
- (mehrere?) Artikel in Das Ritterkreuz, dem Verbandsorgan der Ordensgemeinschaft der Ritterkreuzträger[5]